# Opłata planistyczna
Opłata planistyczna (potocznie także: renta planistyczna) – forma daniny publicznej płaconej jednorazowo przez właściciela nieruchomości na rzecz gminy.

## Podstawa prawna
Kwestię opłaty planistycznej normuje art. 36 ust. 4 Ustawy o planowaniu i zagospodarowaniu przestrzennym. Obowiązek zapłaty powstaje, jeżeli wskutek uchwalenia lub zmiany miejscowego planu zagospodarowania przestrzennego wzrosła wartość objętej nim działki, a właściciel zbywa tę nieruchomość lub jej część. W przypadku zbycia w drodze nieodpłatnej czynności prawnej, np. w formie darowizny, przepisy są różnie interpretowane – niektórzy twierdzą, że również darowizna nie zwalnia z obowiązku zapłaty renty. Opłaty tej nie pobiera się w przypadku nieodpłatnego przeniesienia przez rolnika własności nieruchomości wchodzących w skład gospodarstwa rolnego na następcę.

### Wysokość opłaty
Wysokość renty planistycznej jest określana przez radę gminy w miejscowym planie zagospodarowania przestrzennego. Określa się ją procentowo w stosunku do wzrostu wartości nieruchomości (różnicy pomiędzy wartością nieruchomości przed wejściem w życie planu a wartością na dzień zbycia). Zgodnie z ustawą nie może być ona obecnie wyższa niż 30%, a musi być wyższa niż 0%.  Według niektórych autorów ustalenie stawki na poziomie 0% jest dopuszczalne, a nawet w niektórych przypadkach nawet wskazane. Pogląd ten nie jest jednak podzielany w orzecznictwie – opłata ta jest dochodem własnym gminy i rada gminy nie może zrezygnować z jej pobierania, na przykład poprzez ustalenie stawki na poziomie 0%.

### Pobieranie opłaty
Gmina może wystąpić do właściciela o zapłatę renty planistycznej w ciągu 5 lat od daty wejścia w życie planu miejscowego. Obowiązek zapłaty renty planistycznej jest stwierdzany w drodze decyzji administracyjnej po przeprowadzeniu odrębnego postępowania. Informacje o działkach zbywanych w danej miejscowości wójtowie, burmistrzowie i prezydenci gmin i miast otrzymują od notariuszy, którzy są zobowiązani do przesłania w ciągu 7 dni wypisu aktów notarialnych potwierdzających sprzedaż gruntu. Również właściciel może, jeszcze przed zbyciem swojej nieruchomości, żądać ustalenia wartości renty i gmina ma obowiązek mu tę wartość ustalić.
Celem renty planistycznej jest zrekompensowanie gminom wydatków poniesionych przy uchwalaniu miejscowych planów zagospodarowania przestrzennego. Renta ma także stanowić pewną zachętę dla gmin do wyzbywania się atrakcyjnych gruntów i przeznaczania ich pod inwestycje.
Teoretycznie możliwe jest także pobieranie renty planistycznej w przypadku wydania decyzji o ustaleniu lokalizacji inwestycji celu publicznego albo decyzji o warunkach zabudowy, jednakże na skutek niejasno sformułowanych przepisów (np. braku określenia w ustawie organu, który miałby taką opłatę nakładać – wójt czy rada gminy) w praktyce nie jest to stosowane.

## Pokrewne zagadnienia
W przypadku, gdy wskutek uchwalenia lub zmiany planu miejscowego wartość nieruchomości ulega obniżeniu, właściciel, który ją sprzedaje, może żądać od gminy odszkodowania równego obniżeniu wartości działki. Takie roszczenia można zgłaszać do gminy również w terminie 5 lat od daty wejścia w życie planu miejscowego.
Renta planistyczna jest często mylona z opłatą adiacencką, która ma zupełnie inną funkcję i charakter.